# Rivière Kiamika
Der Rivière Kiamika ist ein linker Nebenfluss des Rivière du Lièvre in der kanadischen Provinz Québec.

## Flusslauf
Der Rivière Kiamika hat seinen Ursprung in dem See Lac du Bouleau Blanc in den Laurentinischen Bergen. Er fließt anfangs in überwiegend südlicher Richtung zum 43 km² großen Stausee Réservoir Kiamika. Unterhalb der Barrage Kiamika fließt er in westlicher Richtung nach Chute-Saint-Philippe. Er durchfließt den See Petit lac Kiamika und setzt seinen Kurs nach Südwesten fort. Er passiert die Gemeinde Lac-des-Écorces und durchfließt den abflussregulierten See Lac des Écorces. Die Route 311 folgt ab Chute-Saint-Philippe dem Flusslauf. Der Rivière Kiamika fließt weitere 20 km bis zu seiner Mündung in den Rivière du Lièvre. Dabei passiert er die Gemeinde Kiamika. Der Rivière Kiamika hat eine Länge von ungefähr 100 km. Vom Réservoir Kiamika bis zu seiner Mündung beträgt die Fließstrecke 77 km bei einem Gefälle von 60 m. Der Rivière Kiamika entwässert ein Areal von 1310 km². Der mittlere Abfluss beträgt 20,9 m³/s.
Früher wurde der Rivière Kiamika zum Flößen genutzt. Der Fluss bietet Wildwasserkanuten Stromschnellen vom Schwierigkeitsgrad I–II.